# Garnisonsplanteringen

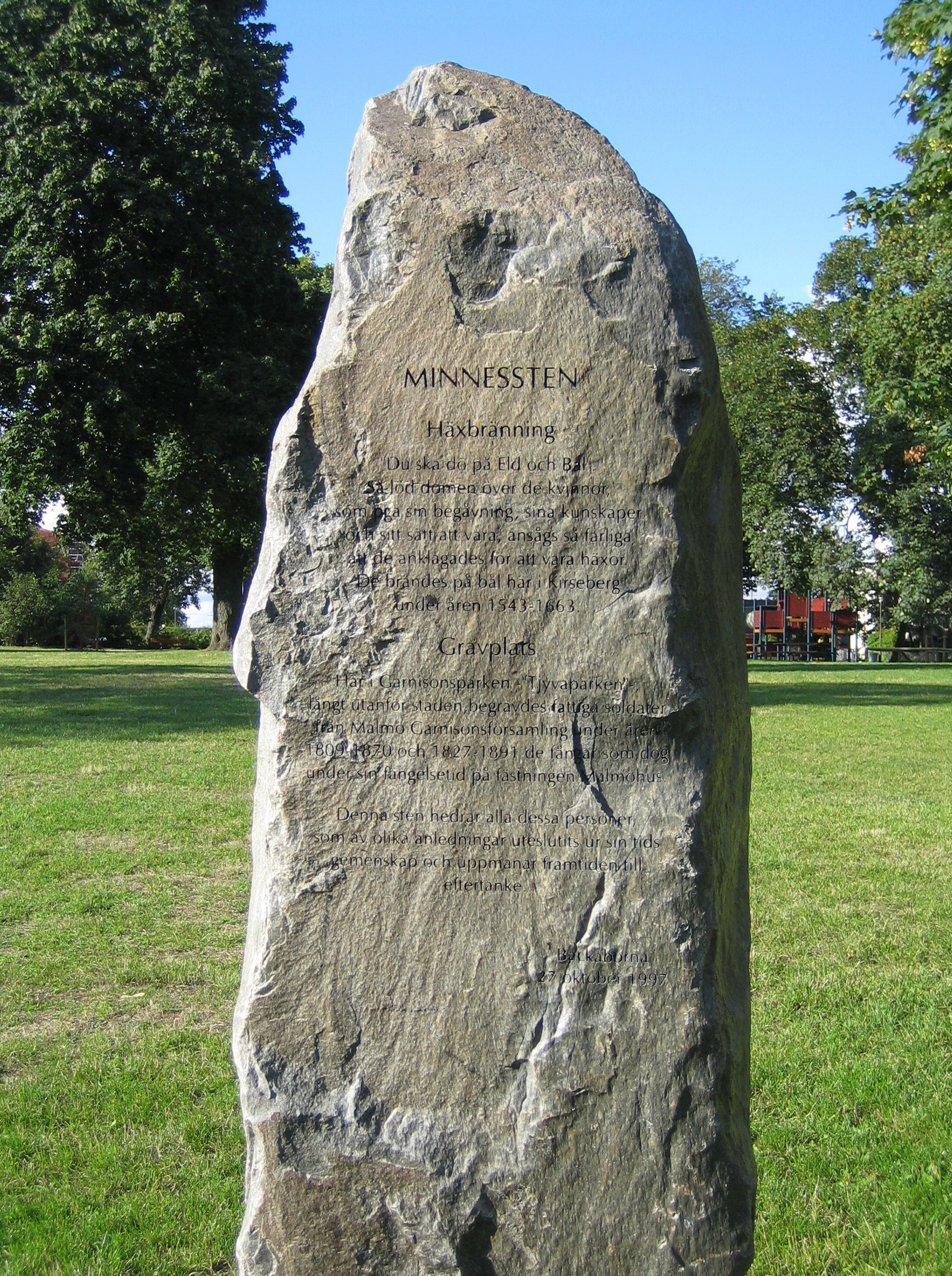
Minnesstenen på Garnisonsplanteringen

Garnisonsplanteringen är en park belägen i stadsdelen Kirseberg, Malmö. Här finns lekplats samt två förskolor och Östervärns station strax intill. Den är även känd som "Tjyvaparken" då platsen var begravningsplats, Tjuvakyrkogården, för fångar från fängelset på Malmöhus, samt under 1500- och 1600-talen användes för häxbränning för de kvinnor i Malmö som ansågs vara häxor. Minst 38 kvinnor mördades. En minnessten, avtäckt den 28 oktober 1997, är rest på platsen med inskriptionen:
| ”                      | "Häxbränning Du skall dö på Eld och Bål. Så löd domen över de kvinnor som pga sin begåvning, sina kunskaper och sitt sätt att vara, ansågs så farliga att de anklagades för att vara häxor. De brändes på bål här på Kirseberg under åren 1543–1663. Gravplats Här i Garnisonsparken ”Tjyvaparken” långt utanför staden, begravdes fattiga soldater från Malmö garnisonsförsamling under åren 1809–1870 och 1827–1891 de fångar som dog under sin fängelsetid på fästningen Malmöhus. Denna sten hedrar alla dessa personer som av olika anledningar uteslutits ur sin tids gemenskap och uppmanar framtiden till eftertanke. Backaborna 27 oktober 1997" | „ |
| – Stenens inskription, | |   |